# Mariana Leitão
Mariana de Lemos Quintão Correia Leitão (Lisboa, 28 de setembro de 1982), conhecida por Mariana Leitão, é uma gestora, jogadora federada de bridge e política portuguesa que exerce atualmente o cargo de Presidente da Iniciativa Liberal. Exerceu o cargo de líder do Grupo Parlamentar da Iniciativa Liberal (IL) na Assembleia da República entre 2024 e 2025. No dia 2 de fevereiro de 2025, no fim da IX Convenção Nacional da IL, anunciou a sua candidatura à Presidência da República Portuguesa nas Eleições Presidenciais portuguesas de 2026.

## Biografia

### Vida pessoal
Natural de Lisboa, vive em Oeiras, onde foi autarca, com as duas filhas. É gestora, licenciada em Relações Internacionais e tem pós-graduações em International Management e em Data Science & Business Analytics. É também jogadora federada de bridge, tendo representado Portugal nos campeonatos da Europa de bridge de 2018 e 2022 e no campeonato do Mundo de bridge de 2022.

### Política
É membro da Iniciativa Liberal (IL) desde 2019, tendo sido eleita deputada da Assembleia Municipal (AM) de Oeiras nas Eleições Autárquicas de 2021. Foi presidente do Conselho Nacional (CN) da IL entre 2021 e 2023.
No dia 19 de julho de 2025 é eleita presidente da IL tornando-se a primeira mulher a ocupar este cargo, neste partido.

#### Deputada Municipal em Oeiras
Desde o princípio do seu mandato como deputada municipal que se destacou por chocar regularmente com Isaltino Morais, Presidente da Câmara Municipal de Oeiras, durante as reuniões da AM de Oeiras.

#### Assembleia da República
Após a VII Convenção da IL, onde encabeçou uma lista ao CN, foi nomeada Chefe de Gabinete do Grupo Parlamentar da Iniciativa Liberal, tendo exercido o cargo até ao fim da XV Legislatura da Assembleia da República. Nas eleições legislativas de 2024 foi eleita deputada pelo círculo eleitoral de Lisboa, sendo eleita por unanimidade líder do Grupo Parlamentar da IL. Faz parte da Comissão Parlamentar (CP) de Assuntos Constitucionais, Direitos, Liberdades e Garantias e da CP de Poder Local e Coesão Territorial, além de ter sido nomeada pela IL para a Comissão Parlamentar de Inquérito à Santa Casa da Misericórdia de Lisboa.

#### Candidatura à Presidência da República
A 2 de fevereiro de 2025 foi eleita vice-presidente da Comissão Executiva da IL na IX Convenção Nacional da IL. No seu discurso de vitória no encerramento da IX Convenção, Rui Rocha anunciou que iria propor ao Conselho Nacional o apoio da IL a Mariana Leitão nas Eleições Presidenciais portuguesas de 2026. Em declarações aos jornalistas presentes, imediatamente após o anúncio de Rui Rocha, Mariana Leitão declarou que se candidata porque quer representar "“a esperança e a ambição contra o medo” e “o Portugal que não se conforma”.

## Resultados eleitorais

### Eleições legislativas
| Data | Partido     | Partido | Circulo eleitoral | Posição     | Cl.    | Votos         | %             | +/-    | Status                                            | Notas  | Ref    |
| ---- | ----------- | ------- | ----------------- | ----------- | ------ | ------------- | ------------- | ------ | ------------------------------------------------- | ------ | ------ |
| 2022 |             | IL      | Lisboa            | 8.ª (em 48) | 3.º    | 93 341        | 7,90 / 100,00 |        | Não eleita                                        |        | [ 13 ] |
| 2024 | 2.ª (em 48) | IL      | Lisboa            | 4.º         | 86 847 | 6,58 / 100,00 | 1.32          | Eleita | Líder do Grupo Parlamentar da IL                  | [ 14 ] |        |
| 2025 | 2.ª (em 48) | IL      | Lisboa            | 4.º         | 97 098 | 7,62 / 100,00 | 1.04          | Eleita | Líder do Grupo Parlamentar da IL Presidente da IL | [ 15 ] |        |

### Eleições autárquicas

#### Assembleia Municipal
| Data | Partido | Partido | Concelho | Posição     | Cl. | Votos | %             | +/- | Status | Notas | Ref    |
| ---- | ------- | ------- | -------- | ----------- | --- | ----- | ------------- | --- | ------ | ----- | ------ |
| 2021 |         | IL      | Oeiras   | 1.ª (em 33) | 6.º | 3 515 | 4,61 / 100,00 |     | Eleita |       | [ 16 ] |